# Teorija elite
U filozofiji, političkim znanostima i sociologiji, teorija elite je teorija države koja nastoji opisati i objasniti odnose moći u suvremenom društvu. Teorija tvrdi da mala manjina, koja se sastoji od članova ekonomske elite i mreža za planiranje politike, ima najveću moć—te je ta moć neovisna o demokratskim izborima.
Kroz položaje u korporacijama ili u korporativnim odborima, i utjecaj na mreže planiranja politike kroz financijsku potporu zaklada ili položaje u think tankovima ili grupama za diskusiju o politici, članovi "elite" imaju značajnu moć nad korporativnim i vladinim odlukama.
Osnovne su karakteristike ove teorije da je moć koncentrirana, elite su ujedinjene, ne-elite su različite i nemoćne, interesi elita su ujedinjeni zbog zajedničkih pozadina i položaja, a definirana karakteristika moći je institucionalna pozicija.
Teorija elite protivi se pluralizmu (više od jednog sustava moći), tradiciji koja je naglašavala kako više velikih društvenih skupina i interesa ima utjecaj na različite oblike predstavljanja unutar moćnijih skupina vladara, pridonoseći pristojno reprezentativnim političkim ishodima koji odražavaju kolektivne potrebe društva.
Čak i kada su čitave skupine naizgled potpuno isključene iz državnih tradicionalnih mreža moći (na temelju proizvoljnih kriterija kao što su plemstvo, rasa, spol ili vjera), teorija elite priznaje da se "protuelite" često razvijaju unutar takvih isključenih skupina. Pregovori između takvih obespravljenih skupina i države mogu se analizirati kao pregovori između elita i protu-elita. S druge strane, veliki problem je sposobnost elita da kooptiraju protu-elite.
Demokratski sustavi funkcioniraju na premisi tako da biračko ponašanje ima izravan, zamjetan učinak na ishode politike i da te ishode preferira najveći dio birača. Iznenađujuće je da studij objavljen 2014., koji je povezivao interese birača s političkim ishodima, otkrio da statistička korelacija između to dvoje uvelike ovisi o dohodovnim razredima glasačkih skupina. Na najnižem dohotku uzorkovanom u podacima koeficijent korelacije dosegnuo je nulu, dok je najviši dohodak dao koeficijent korelacije iznad 0,6. Zaključak je ovog istraživanja bio da postoji snažna, linearna korelacija između prihoda birača i toga koliko često njihovi politički interesi postaju stvarnost. Uzrok ove korelacije još uvijek nije dokazan u kasnijim studijama, ali je aktivno područje istraživanja.

## Povijest

### Drevni pogled na teoriju elite
Polibije (~150. pr. Kr.) je ono što danas nazivamo teorijom elite nazvao jednostavno "autokracijom". S velikim je uvjerenjem tvrdio da će sva 3 izvorna oblika izvora političke moći: jedan čovjek (monarhija/izvršna vlast), nekoliko ljudi (autokracija), mnogi (demokracija) na kraju biti korumpirani u sam po sebi poniženi oblik, ako se ne uravnoteže u "mješovitu vladu". Monarhija bi postala "tiranija", demokracija bi postala "vladavina rulje", a vladavina elita (autokracija) postala bi korumpirana u ono što je on nazvao "oligarhijom". Polibije je zapravo rekao da je to zbog neuspjeha u ispravnoj primjeni kontrole i ravnoteže između tri spomenuta oblika, kao i naknadnih političkih institucija.

### Talijanska škola elitizma
Vilfredo Pareto (1848. – 1923.), Gaetano Mosca (1858. – 1941.) i Robert Michels (1876. – 1936.) bili su suosnivači talijanske škole elitizma, koja je utjecala na kasniju teoriju elite u zapadnoj tradiciji.
Pogledi talijanske škole elitizma temelje se na dvije ideje:
1. Moć leži u položaju autoriteta u ključnim ekonomskim i političkim institucijama.
2. Psihološka razlika koja izdvaja elite jest to što imaju osobne resurse, na primjer inteligenciju i vještine, te osobni interes za vladu; dok su ostali nesposobni i nemaju sposobnosti vladati sobom, elita je snalažljiva i nastoji da vlast funkcionira. U stvarnosti bi elita imala najviše za izgubiti u propaloj državi.

#### Vilfredo Pareto
Pareto je naglašavao psihološku i intelektualnu superiornost elita, vjerujući da su oni najuspješniji u bilo kojem području. Govorio je o postojanju dvije vrste elita:
1. Vladajuće elite
2. Nevladajuće elite

Također je proširio ideju da se cijela elita može zamijeniti novom i kako netko može cirkulirati od elite do ne-elite .

#### Gaetano Mosca
Mosca je naglašavao sociološke i osobne karakteristike elita. Rekao je da su elite organizirana manjina, a da su mase neorganizirana većina. Vladajuću klasu čine vladajuća elita i subelite. On dijeli svijet u dvije skupine:
1. Politička klasa
2. Nepolitička klasa

Mosca tvrdi da elite imaju intelektualnu, moralnu i materijalnu superiornost koja je visoko cijenjena i utjecajna.

#### Robert Michels
Sociolog Michels razvio je željezni zakon oligarhije gdje, kako on tvrdi, društvenim i političkim organizacijama upravlja nekoliko pojedinaca, a društvena organizacija i podjela rada su ključni. Vjerovao je da su sve organizacije elitističke i da elite imaju tri osnovna principa koji pomažu u birokratskoj strukturi političke organizacije:
1. Potreba za vođama, specijaliziranim osobljem i objektima
2. Korištenje objekata od strane vođa unutar njihove organizacije
3. Važnost psiholoških osobina vođa

### Suvremeni teoretičari elite

#### Elmer Eric Schattschneider
Elmer Eric Schattschneider ponudio je snažnu kritiku američke političke teorije pluralizma : Umjesto suštinski demokratskog sustava u kojem su mnogi suprotstavljeni interesi građana uvelike zastupljeni, ako ne i napredni, od strane jednako mnogo suparničkih interesnih grupa, Schattschneider je tvrdio da je sustav pritiska pristran u korist "najobrazovanijih i najbogatijih članova društva", te pokazao da je "razlika između onih koji sudjeluju u interesnim aktivnostima i onih koji stoje sa strane puno veća nego između glasača i neglasača".
U Polusuverenom narodu, Schattschneider je tvrdio da je opseg sustava pritiska zapravo prilično malen: "raspon organiziranih, prepoznatljivih, poznatih grupa je nevjerojatno uzak; u tome nema ničeg ni izdaleka univerzalnog" i "pristranost poslovanja ili više klase sustava pritiska pojavljuje se posvuda". Kaže da je "ideja da je sustav pritiska automatski reprezentativan za cijelu zajednicu mit" i, umjesto toga, "sustav je iskrivljen, opterećen i neuravnotežen u korist dijela manjine".

#### C. Wright Mills
Mills je 1956. objavio svoju knjigu Moć elite, u kojoj je tvrdio da predstavlja novu sociološku perspektivu o sustavima moći u Sjedinjenim Državama. Identificirao je trijumvirat grupa moći - političkih, ekonomskih i vojnih - koje tvore prepoznatljivo, iako ne jedinstveno, moćno tijelo u Sjedinjenim Državama.
Mills je predložio da je ova skupina nastala kroz proces racionalizacije na djelu u svim naprednim industrijskim društvima pri čemu su se mehanizmi moći koncentrirali, usmjeravajući cjelokupnu kontrolu u ruke ograničene, donekle korumpirane skupine. To je odražavalo pad politike kao mjesta za raspravu i delegiranje na čisto formalnu razinu diskursa. Ova analiza na mikrorazmjeru nastojala je ukazati na degradaciju demokracije u "naprednim" društvima i činjenicu da se moć općenito nalazi izvan granica izabranih predstavnika.
Glavni utjecaj na studiju imala je knjiga Franza Leopolda Neumanna, Behemoth: Struktura i praksa nacionalsocijalizma, 1933. –1944., studija o tome kako je nacizam došao na vlast u njemačkoj demokratskoj državi. Osigurao je alate za analizu strukture političkog sustava i poslužio kao upozorenje što bi se moglo dogoditi u modernoj kapitalističkoj demokraciji.

#### Floyd Hunter
Analiza moći teorije elita također je primijenjena na mikro razini u studijama moći zajednice poput one Floyda Huntera (1953). Hunter je detaljno ispitao snagu odnosa vidljivu u njegovom "Regional Cityju" tražeći "prave" nositelje moći, a ne one na očiglednim službenim pozicijama. Postavio je strukturno-funkcionalni pristup koji je mapirao hijerarhije i mreže međupovezanosti unutar grada—mapiranje odnosa moći između poslovnih ljudi, političara, svećenstva itd. Studija je promovirana kako bi razotkrila trenutne koncepte bilo kakve "demokracije" prisutne unutar urbane politike i ponovno potvrdila argumente za istinsku predstavničku demokraciju. Ova vrsta analize također je korištena u kasnijim, većim studijama poput one koju je proveo M. Schwartz ispitujući strukture moći unutar sfere korporativne elite u Sjedinjenim Državama.

#### G. William Domhoff
U svojoj kontroverznoj knjizi Who Rules America? iz 1967., G. William Domhoff istraživao je lokalne i nacionalne mreže procesa donošenja odluka nastojeći ilustrirati strukturu moći u Sjedinjenim Državama. On tvrdi, poput Huntera, da elitna klasa koja posjeduje i upravlja velikom imovinom koja donosi prihod (poput banaka i korporacija) , politički i ekonomski dominira američkom strukturom moći.

#### James Burnham
Burnhamov rani rad Menadžerska revolucija nastojao je izraziti kretanje sve funkcionalne moći u ruke menadžera, a ne političara ili poslovnih ljudi – razdvajajući vlasništvo i kontrolu.

#### Robert D. Putnam
Putnam je vidio razvoj tehničkog i ekskluzivnog znanja među administratorima i drugim specijalističkim skupinama kao mehanizam koji oduzima moć demokratskom procesu i prebacuje ju savjetnicima i stručnjacima koji utječu na proces odlučivanja.
"Ako su dominantne figure u proteklih stotinu godina bili poduzetnici, poslovni ljudi i industrijski rukovoditelji, 'novi ljudi' su znanstvenici, matematičari, ekonomisti i inženjeri nove pametne tehnologije"

#### Thomas R. Dye
Dye u svojoj knjizi Top Down Policymaking, tvrdi da američka javna politika ne proizlazi iz "zahtjeva naroda", već prije iz konsenzusa elite pronađenog u neprofitnim zakladama sa sjedištem u Washingtonu, DC-u, think tankovima, skupinama s posebnim interesima, te istaknuta lobistička i odvjetnička društva. Dyeova teza dalje je proširena u njegovim djelima: Ironija demokracije, Politika u Americi, Razumijevanje javne politike i Tko upravlja Amerikom? .

#### George A. Gonzalez
U svojoj knjizi Corporate Power and the Environment, George A. Gonzalez piše o moći američkih ekonomskih elita da oblikuju politiku zaštite okoliša za vlastitu korist. U Politici onečišćenja zraka: urbani rast, ekološka modernizacija i simbolička inkluzija te također u Širenju gradova, globalnom zatopljenju i Carstvu kapitala Gonzalez koristi teoriju elite kako bi objasnio međuodnos između politike zaštite okoliša i širenja gradova u Americi. Njegov najnoviji rad, Energy and Empire: The Politics of Nuclear and Solar Power in the United States pokazuje da su ekonomske elite povezivale svoje zagovaranje opcije nuklearne energije s ciljevima američke vanjske politike nakon 1945., dok su u isto to vrijeme te elite protivljavale vladinu podršku za druge oblike energije, kao što je solarna, koja ne može biti dominirana od jedne nacije.

#### Ralf Dahrendorf
U svojoj knjizi Reflections on the Revolution in Europe Ralf Dahrendorf tvrdi da, zbog visoke razine kompetencije potrebne za političko djelovanje, politička stranka ima tendenciju postati zapravo pružatelj "političkih usluga", tj. upravljanje lokalnim i državnim javnim uredima. Tijekom predizborne kampanje svaka stranka nastoji uvjeriti birače da je najprikladnija za vođenje državnog posla. Logična posljedica bila bi priznati ovaj karakter i otvoreno registrirati strane kao tvrtke koje pružaju usluge. Na taj bi način vladajuća klasa uključivala članove i suradnike legalno priznatih tvrtki, a "klasa kojom se vlada" izborom bi odabrala tvrtku državne uprave koja joj najviše odgovara.

#### Martin Gilens i Benjamin I. Page
U svojoj statističkoj analizi 1779 političkih pitanja, profesori Martin Gilens i Benjamin Page otkrili su da "ekonomske elite i organizirane skupine koje predstavljaju poslovne interese imaju značajan neovisni utjecaj na politiku američke vlade, dok prosječni građani i masovne interesne skupine imaju mali ili nikakav neovisni utjecaj." Kritičari koje citira Vox.com tvrdili su, koristeći isti skup podataka, da kada se bogati i srednja klasa nisu slagali, bogati su dobili željeni ishod u 53 posto slučajeva, a srednja klasa je dobila ono što je željela u 47 posto slučajeva. Neki se kritičari ne slažu s naslovnim zaključkom Gilensa i Pagesa, ali vjeruju da skup podataka potvrđuje da su "bogati i srednja (klasa) učinkoviti u blokiranju politika koje žele siromašni".

#### Thomas Ferguson
Investicijska teorija stranačkog natjecanja politologa Thomasa Fergusona može se smatrati teorijom elite. Najopširnije iznesena u njegovoj knjizi Zlatno pravilo iz 1995.: The Investment Theory of Party Competition and the Logic of Money-driven Political Systems, teorija počinje napomenom da je u modernim političkim sustavima cijena stjecanja političke svijesti toliko velika da niti jedan građanin ne može priuštiti. Kao posljedica toga, tim sustavima obično dominiraju oni koji mogu, najčešće elite i korporacije. Te elite zatim nastoje utjecati na politiku 'ulaganjem' u stranke ili politike koje podržavaju putem političkih doprinosa i drugih sredstava poput podrške u medijima.